# Traella
Traella era una alquería musulmana situada en el valle de Jalón, y que perteneció a la familia de los Martorell hasta el año 1439. Esta alquería es la misma que en los documentos del siglo XIII aparece con la denominación de Atrayello.

## Etimología. Variantes
Este topónimo presenta, pues, dos variantes históricas. Atrayello, la primera desde el punto de vista cronológico, dio la forma Traella por la concurrencia de tres fenómenos fonéticos: la elisión de la vocal inicial, la desaparición de la iod intervocálica y, últimamente, la mutación de la /o/ final en /a/.
(A)tra(y)ello > Traello > Traella
Atrayello es un topónimo compuesto que se puede segmentar morfológicamente de la siguiente manera: atr-ayello. Ayello, que constituye el núcleo del compuesto, es un nombre de lugar de origen mozárabe que significa campo o campito y proviene de la forma latina agellum (diminutivo de la palabra ager-agri). Atr- deriva del adjetivo latín de tres terminaciones ater, atra, atrum, que tiene el significado de negro, oscuro o sombrío. Por ello, el compuesto podría hacer referencia a un lugar que se encontrara en el pie de una peña que proyectara su sombra sobre él.

## Yaye Duce y Cent
En esta alquería el musulmán Yaye Duce y su mujer dicha Cent tenían un albergue y una heredad por la que debían a Francesc Martorell 148 sueldos y 7 dineros en concepto de rentas. Este matrimonio abandonó Traella sin haberle pagado la mencionada deuda a Francesc y se estableció en Beniarjó, que era un señorío del poeta Ausiàs March. En una carta fechada el 12 de julio de 1430, el patriarca de los Martorell solicitó del Gobernador de Valencia que conminara a March a devolverle estos vasallos o, en caso contrario, que su nuevo señor le abonara la deuda de los Duce que subía a 197 sueldos y 11 dineros (donde estaban incluido, además de las rentas de Traella, las de un albergue y una heredad que los Duce tenían en Llíber, lugar que entonces también pertenecía a la familia Martorell).

## Herencia de Isabel Martorell
Traella era uno de los cinco lugares que el año 1439 el poeta Ausiàs March recibe en herencia de su primera mujer, Isabel Martorell. Las otras posesiones eran: Cuta, el Ráfol de Jalón, Benibéder y el Ráfol de Famut.
Los musulmanes que vivían en estos poblados se sentían temerosos por la posibilidad de que el poeta, en su condición de nuevo señor, se negara a mantener sus usos y costumbres. Se equivocaban totalmente, porque March demostró muy buena disposición al reunir a sus vasallos y jurarles solemnemente que respetaría sus formas de organización social.
Este juramento de respeto, March lo hizo en la plaza del Ráfol de Jalón (la actual Plaza Mayor de esta población) en presencia de sus vasallos, el notario Pere Bielsa y cinco testigos -tres cristianos y dos musulmanes- que habían venido ex profeso desde la ciudad de Denia.

## Íxer: nuevos propietarios
Todos los dominios que formaban parte de la herencia de su mujer, March los vendió el año 1444 por 22.000 sueldos a Agnés de Portugal, la esposa de Gonzalo de Íxer, que era entonces Comendador de Montalbán. Agnés le pagó al vendedor inmediatamente 5.500 sueldos, y el resto del precio los contratantes habían acordado que sería abonado en forma de renta o pensión anual.
El 29 de mayo de 1459 Agnés de Portugal en escritura pública hizo donación de Traella y todas las otras alquerías que tenía en el Valle de Jalón a su hijo Juan. 
Por lo tanto, la alquería de Traella perteneció sucesivamente a tres importantes linajes valencianos: los Martorell, los March y los Íxer.
- Datos: Q9089425